# Christoph Keil
Christoph Keil (* 17. Dezember 1805 in Melbach; † 10. November 1872 ebenda) war ein hessischer Landwirt und Politiker und Abgeordneter der 2. Kammer der Landstände des Großherzogtums Hessen.
Christoph Keil war der Sohn des Landwirts Johann Philip Keil und dessen Ehefrau Marie, geborene Stier. Keil, der evangelischen Glaubens war, war Landwirt in Melbach und heiratete Anna Elisabeth geborene Keil.
Von 1847 bis 1849 und erneut 1871 bis 1872 gehörte er der Zweiten Kammer der Landstände an. Er wurde zunächst für den Wahlbezirk Oberhessen 11/Hungen und dann für den Wahlbezirk Oberhessen 12/Ossenheim gewählt. 1843 bis 1872 war er Bürgermeister in Melbach.
Am 13. März 1848 veröffentlichte Keil eine Eingabe der Orte Wölfersheim, Weckesheim, Obbornhofen, Wohnbach, Södel und Melbach an die Zweite Kammer der hessischen Landstände.
In insgesamt 19 Punkten stellte er Forderungen des politischen und wirtschaftlichen Liberalismus. Unterschrieben wurde die Eingabe von 700 Einwohnern der genannten Orte.
1848 war er Mitglied des Vorparlaments.
Gegen Pläne des Bergamts Dorheim, in Melbach ein Bergwerk zur Förderung von Braunkohle zu errichten, kämpfte Keil von 1867 bis 1871 vehement. Trotzdem wurde die Grube Ludwigshoffnung im Oktober 1871 eröffnet.